# Włodzimierz Paszkowski
Włodzimierz Paszkowski (ur. 21 czerwca 1911 w Pińsku, zm. 27 listopada 1995) – polski nauczyciel, urzędnik, dyplomata, chargé d’affaires w Egipcie (1952–1956), poseł w Libanie (1956–1960).

## Życiorys
W latach 1925–1931 kształcił się w Państwowym Seminarium Nauczycielskim w Święcianach. Od listopada 1931 do września 1939 pracował jako nauczyciel kontraktowy w szkołach powszechnych na wsiach powiatów lidzkiego i grodzieńskiego. W latach 1933–1939 należał Związku Nauczycielstwa Polskiego. W latach 1940–1941 był dyrektorem niepełnej szkoły średniej w Przewałce. Za prowadzenie prywatnego nauczania od maja do sierpnia 1942 przebywał w obozie pracy w Grodnie. Od 1942 do lipca 1944 pracował jako robotnik drogowy w Przewałce. Równocześnie prowadził tajne nauczanie. Od września 1944 do sierpnia 1945 był nauczycielem w niepełnej średniej szkole w Porzeczach.
W październiku 1945 wstąpił do Polskiej Partii Socjalistycznej (PPS), a w 1948 do Polskiej Zjednoczonej Partii Robotniczej (PZPR). Od września do listopada 1945 był referentem w Powiatowym Urzędzie Informacji i Propagandy w Sulęcinie, zaś od grudnia 1945 do marca 1946 kierownikiem Referatu Społeczno-Politycznego w Starostwie Powiatowym w Sulęcinie.
Od marcu 1946 do października 1946 uczył się w Szkole Konsularno-Dyplomatycznej przy MSZ, gdzie został skierowany przez Komitet Wojewódzki PPS w Poznaniu. Następnie przez miesiąc pracował w Wydziale Szkoleniowym Centralnego Komitetu Wykonawczego PPS. Od grudnia 1946 do 1951 referent, radca, stary radca i zastępca naczelnika Wydziału Radzieckiego w Departamencie I Ministerstwa Spraw Zagranicznych (MSZ). Pełnił funkcje członka (1949) i sekretarza (1949–1951) podstawowej organizacji partyjnej przy MSZ. W 1950 był także członkiem Komitetu Dzielnicowego Warszawa-Śródmieście.
W latach 1951–1956 w stopniu I sekretarza i radcy pracował w Ambasadzie w Kairze, kierując nią w latach 1952–1956 jako chargé d’affaires, akredytowany także na Etiopię. Od 11 lutego 1956 do 1960 pełnił funkcję posła nadzwyczajnego i ministra pełnomocnego PRL w Libanie, jako pierwszy przedstawiciel władz komunistycznych. Po powrocie, od października 1960 do 1962 był wicedyrektorem Departamentu V MSZ. Od 6 kwietnia 1962 do 20 stycznia 1969 był radcą Ambasady w Moskwie z tytułem ministra pełnomocnego. Ok. 1973 pełnił funkcję wicedyrektora Departamentu V MSZ.
Syn Antoniego i Marii. Pochowany na Cmentarzu Komunalnym Północnym w Warszawie.

## Odznaczenia
- Złoty Krzyż Zasługi (1951)[5]
- Krzyż Kawalerski Orderu Odrodzenia Polski „za zasługi w pracy zawodowej w dziedzinie służby zagranicznej” (1954)[6]
- Medal 10-lecia Polski Ludowej (1955)[7]